# James T. Morehead
James T. Morehead (Bullitt megye, 1797. május 24. – Covington, 1854. december 28.) az Amerikai Egyesült Államok szenátora (Kentucky, 1841–1847).